# La France illustrée
La France illustrée est un magazine hebdomadaire catholique français publié entre 1874 et 1935.
Il ne doit pas être confondu avec une publication homonyme publiée à partir de 1853 par le géographe Victor Adolphe Malte-Brun.

## Histoire
Fondée et dirigée par l'abbé Roussel, La France illustrée est imprimée par les orphelins ou enfants abandonnés qui ont été recueillis et formés par l’œuvre catholique des Apprentis d'Auteuil, créée par Roussel en 1866 et située au no 40 de la rue Lafontaine.
Le premier numéro de La France illustrée paraît le 5 décembre 1874. Le journal catholique L'Univers salue la nouvelle publication, qu'il estime apte à « remplacer chez les familles chrétiennes des revues indifférentes ou même notoirement mauvaises, comme L'Illustration ». Ses confrères de la Gazette de France recommandent également la nouvelle revue, censée combler dignement un vide dans la presse catholique française, qui ne disposait pas jusqu'alors de grand journal illustré.
Au milieu des années 1880, le magazine tire à 12 000 exemplaires.
Le poste de rédacteur en chef est successivement confié à :
- Alexandre de Salies, mort en 1883 ;
- Charles des Granges (d), qui quitte le magazine en 1896 pour fonder L’Étoile du foyer[7] ;
- Aimé Giron[8], mort en 1907 ;
- Louis-Nemours Godré (d), mort en 1911[9] ;
- François Énault.

De parution irrégulière à partir de 1929, La France illustrée semble avoir cessé d'être imprimée en 1935.

## Collaborateurs

### Rédacteurs
- Charles Barthélemy[1],[3]
- Simon Boubée (d)[5]
- Joseph Dulong de Rosnay[4],[5]
- Paul Féval[1],[3],[10]
- Zénaïde Fleuriot[10]
- Léon Gautier[1]
- Aimé Giron[10]
- Charles des Granges (d)[10]
- Oscar Havard[3]
- Jean-Baptiste Jaugey[5]
- Alphonse Lambs (d)[11]
- Léonce de La Rallaye (d)[3]
- Eugène de Margerie[1],[3],[10]
- Xavier Marmier[4],[5],[1],[10]
- Raoul de Navery[1]
- Armand de Pontmartin[1],[3]
- Jean Rambosson (d)[5]
- Saint-Genest[1]
- Alexandre de Salies (d)[1],[3]
- Albéric Second[1],[3],[10]
- Anatole de Ségur[4],[5],[1]
- Marius Sepet[4],[5]
- Edme Simonot[1]
- Isidore Venet[1],[3]

### Illustrateurs
- Clément-Auguste Andrieux[5]
- Marie-Firmin Bocourt[1]
- Horace Castelli[5],[1]
- Cham[1]
- Chapuis[1]
- Hubert Clerget[1]
- Yan' Dargent[5],[1]
- Alexandre Ferdinandus[1]
- Hector Giacomelli[1]
- Henri de Gourcy[1]
- Job[1]
- Frédéric Lix[1]
- Eugène Mathieu[1]
- Mergy[1]
- Edmond Morin[1]